# Zwem4daagse
De Zwem4daagse is een evenement dat, met ondersteuning van de Koninklijke Nederlandse Zwembond (KNZB), door zwembaden of zwemverenigingen georganiseerd kan worden. Het heeft als doel mensen, vooral kinderen, te stimuleren om te zwemmen. Het kan ook gebruikt worden door zwemverenigingen om mensen te interesseren voor het lidmaatschap. Deelnemers worden beloond met een medaille door vier dagen een bepaalde afstand, bijvoorbeeld 250, 500 of 1000 meter, te zwemmen. Deze afstanden worden afhankelijk van het organiserende zwembad gezwommen in een 25m of 50m zwembad. 
De laatste week van juni is gekozen als week van de Zwem4daagse. Deze week wordt vaak gebruikt in buitenzwembaden aangezien deze alleen in de zomer geopend zijn. In binnenzwembaden is de organisator echter vrij om te bepalen wanneer het evenement gehouden wordt, bijvoorbeeld in de herfstvakantie. Ook hoe de vier dagen verdeeld worden is aan de organisator. Dat kan vier dagen achter elkaar, maar ook wordt vaak voor vijf dagen gekozen. Bij vijf dagen is het bijvoorbeeld mogelijk om een dag in te halen, of de laatste afstand met medaille-uitreiking over twee dagen te verdelen. Het zelfs mogelijk de vier dagen te verdelen over meerder weken.
Vaak wordt het evenement aangevuld met andere activiteiten. Vaak, maar zeker niet altijd, zijn deze gerelateerd aan het zwemmen. Soms wordt een Zwem4daagse ook gecombineerd met andere evenementen van andere organisaties.